# Макмиллан, Кристал
Джесси Кристал Макмиллан — британский политик, суфражистка, активист движения за мир, адвокат, феминистка и первая женщина-выпускница Эдинбургского университета, а также первая женщина-выпускница курса по математике. Она была активисткой движения за женское избирательное право и другие права женщин. Она была второй женщиной, представившей дело в Палате лордов, и была одной из основательниц Международной Лиги женщин за мир и свободу.
В первый год Первой мировой войны Макмиллан выступала от имени женщин Соединенного Королевства, стремящихся восстановить мир и прекратить вооруженный конфликт, на Международном Женском конгрессе, созванном в Гааге. Конгресс избрал пять делегатов, которые должны были передать послание политическим лидерам в Европе и США. Макмиллан посетила нейтральные государства Северной Европы и Россию, прежде чем встретиться с другими делегатами в США. Она встретилась с мировыми лидерами, например президентом Вудро Вильсоном, стран, всё ещё остававшихся нейтральными, чтобы представить предложения, сформулированные в Гааге. Впоследствии Вильсон использовал эти предложения в качестве одного из своих Четырнадцати пунктов, как оправдание ведения войны для установления прочного мира. В конце войны Макмиллан помогла в организации второго Женского Конгресса в Цюрихе и была одним из делегатов, избранных для принятия выдвинутых Конгрессом резолюций на встрече политических лидеров в Париже, чтобы сформировать положения Версальского мирного договора. Она поддержала идею создания Лиги Наций. Макмиллан пыталась добиться, чтобы Лига установила порядок получения гражданства для женщин независимо от гражданства их мужей, но не преуспела в этом.

## Начало карьеры
Джесси Кристал Макмиллан, единственная дочь Джесси Кристал Финлейсон и Джона Макмиллана, торговца чаем, работающего в компании Melrose & Co в Лейте. Семья жила на Дюк-стрит, 8 (Дублин-Стрит по состоянию на 1922 год) в Эдинбургском Нью-Тауне.
Макмиллан была единственной дочерью среди восьми сыновей её родителей. После дошкольного образования в Эдинбурге она поступила в школу Сент-Леонардс и школу Сент-Катаринс для девочек в Сент-Андрусе на восточном побережье Шотландии. В октябре 1892 года Макмиллан была одной из первых студенток, поступивших в университет, однако она не стала первой выпускницей, поскольку другие были либо более успешными в своих исследованиях, либо получали более высокие степени. Макмиллан изучала естественные науки, в том числе математику у Джорджа Кристала, астрономию у Ральфа Коупленда и натурфилософию у Питера Гатри Тэйта и Каргилла Гилстона Нотта. В апреле 1896 года она получила степень бакалавра с отличием по математике и натурфилософии, став первой женщиной в Университете, добившейся таких результатов.
Летом 1896 года она уехала в Берлин для дальнейшего обучения в университете, затем вернулась в Эдинбург и сдала экзамен по греческому языку, чтобы поступить на факультет искусств в октябре 1896 года. Она изучала ряд социальных дисциплин, включая политику, и получила высшее образование в апреле 1900 года. Макмиллан была первой женщиной, получившей в Эдинбурге степень первого класса по математике и натурфилософии, а также степень второго класса по моральной философии и логике. В это время она была членом Эдинбургского дамского дискуссионного общества, форума, который помог ей обрести уверенность в спорах с оппонентами. Она также присоединилась к Эдинбургскому математическому обществу в мае 1897 года, став второй женщиной-членом после Флоры Филип в 1896 году.

## Борьба за права женщин
Макмиллан была активистом в Эдинбургском Национальном обществе за избирательное право женщин (ENSWS). В 1897 году после объединения двух крупных обществ Великобритании в Нацциональный союз женских избирательных обществ (NUWSS) Макмиллан и Луиза Стивенсон стали там членами исполнительного комитета из Эдинбурга. В то время она не использовала имя Джесси, имя её матери, данное и ей при рождении, а была известна просто как Кристал Макмиллан.
Как выпускники, Макмиллан с ещё четырьмя женщинами были полноправными членами Генерального совета Эдинбургского университета, но в феврале 1906 года им было отказано в голосовании по выборам члена парламента, которые будут претендовать на место в Университете. Макмиллан апеллировала формулировками устава Генерального совета, в которых указано, что в голосовании принимают участие «лица», и что она и другие выпускницы действительно являются лицами. В марте Макмиллан написала Элизабет Кларк Уолстенхолм-Элми письмо с просьбой о помощи, поскольку Элми была автором брошюры Освобождение женщин, с припиской: «Мои убеждения сформировались после прочтения Вашей брошюры». Элми порекомендовала ей связаться с Шарлоттой Кармайкл Стоупс для консультации и поиска дополнительных полезных аргументов. Макмиллан подала дело в университетские суды в 1907 году, но проиграла и в основном рассмотрении и после апелляции. Следующим шагом стал процесс подачи дела в Палату Лордов, для чего потребовалось собрать сумму в 1000 фундов благодаря объединению суфражисток. Они надеялись повысить осведомленность в Великобритании об абсурдности и несправедливости отказа в голосовании таким образованным женщинам.
В ноябре 1908 года Макмиллан появилась в Лондоне, чтобы выступить за своё право голосовать за места в шотландском Университете, как выпускница заведения. Ради её выступления охрана здания парламента была вынуждена приостановить временные меры, принятые для предотвращения входа и въезда женщин, которые вступили в силу после первых радикальных демонстраций и акций суфражисток. Макмиллан стала первой женщиной, которая вела дело перед коллегией адвокатов Палаты лордов. Она была поддержана её современницей, Фрэнсис Симсон, одной из первых восьми женщин-выпускников Эдинбурга. Учитывая позднее начало заседания, Макмиллан говорила три четверти часа. В Шотландии,  The Herald  Глазго сообщала, что когда она начинала нервничать, её согревал интерес к предмету дела и она «представляла доказательства законности восхитительным голосом». Два дня спустя она продолжала отстаивать дело в Палате Лордов, на этот раз в «полном самообладании», одетая в тёмно-красный костюм и шляпу, отделанную мехом горностая. Как и другие суфражистки в Великобритании и Соединённых Штатах, она основывала свои доказательства на словах «лицо» и «лица» в уставах голосования, утверждая, что такие неопределённые слова не являются основанием для исключения целого пола из голосования. Суд поддержал решения обоих нижестоящих судов в том, что слово «лица» не включает женщин, когда речь идет о привилегиях, предоставляемых государством. Она проиграла дело, но в The New York Times вышло сообщение Макмиллан, после вынесения решения Палаты: «Мы будем жить, чтобы бороться ещё не один день». В Веллингтоне, Новая Зеландия, Evening Post вышла менее резкая заметка, где было сказано, что Макмиллан была весела после поражения. А репортёру Daily Chronicle она сказала: «Я не думаю, что сейчас можно ещё что-то сделать. Но мы доживём до следующего дня». Вне зависимости от точности её слов, время, проведённое Макмиллан в Палате лордов, принесло ей всемирную известность, которая оказалась ценнейшей в борьбе за права женщин.
В 1911 году Макмиллан приняла участие в шестом конгрессе Международного союза женщин за избирательное право (IWSA) в Стокгольме. Там она приступила к осуществлению долгосрочного проекта в сотрудничестве с Мари Стритт, президентом Немецкого союза за избирательное право женщин, и Марией Верон, президентом Французской Лиги за права женщин, по документированию условий голосования женщин во всем мире. В мае 1913 года, после двух лет переписки активистами за права женщин и сбора информации по всему миру, они завершили Женское избирательное право на практике, 1913 — книгу, к которой Керри Чапмен Кэтт добавила предисловие. В книге, опубликованной совместно с NUWSS и Национальной американской Ассоциацией женского избирательного права, описываются современные практики голосования женщин в 35 странах и империях. Макмиллан отвечала за написание статей о Великобритании, США, Новой Зеландии, Австралии, Индии, Китае, Южной Африке и пяти небольших странах. Она заметила, что лишь в немногих странах и империях женщины были исключены из процесса голосования по закону — вместо этого они не могли голосовать только по обычаю. Она писала исходя из личного опыта, и из внешнего наблюдения за активистками женского движения: «Как только они осознают этот факт, они проверяют законность своего исключения в судах». В 1913 году Макмиллан присутствовала на седьмом конгрессе IWSA в Будапеште, после которого заняла должность вице-президента IWSA, которую занимала в течение десяти лет. В 1914 году она написала 30-страничную брошюру под названием «Факты против фантазий о женском избирательном праве», опубликованную NUWSS.

## Антивоенная деятельность
Когда началась Первая мировая война, Макмиллан ожидала поддержки антивоенных настроений в деятельности NUWSS. Вместо этого она обнаружила, что большинство британских женщин были настроены на то, чтобы оказывать помощь мужчинам для того, чтобы они одержали победу в войне. Но она не сложила руки — вскоре после начала военных действий она отправилась в Флиссинген, Нидерланды, с миссией милосердия. К концу октября 1914 года она снабжала продовольствием беженцев в павшем Антверпене. В конце 1914 года Макмиллан подписала Открытое рождественское письмо — обмен призывами к миру между женщинами воюющих стран.
В других странах мира пацифистки были вынуждены приспосабливаться к реалиям войны. После «августовских пушек» Розика Швиммер, уроженка Австро-Венгрии, работавшая в Англии, но не вернувшаяся домой из-за начала войны, изложила свою идею проведения международной конференции нейтральных стран для организации посредничества между воюющими нациями. Пацифистски настроенные женщины Германии из-за войны были вынуждены отозвать свое приглашение принять у себя ежегодный конгресс IWSA, который должен был состояться через девять месяцев в Берлине. В декабре 1914 года канадка Джулия Грейс Уэльс, профессор Висконсинского Университета в Мэдисоне, опубликовала свои взгляды на работу в направлении посредничества в достижении мира в брошюре под названием «Непрерывное посредничество без прекращения огня», известной в народе как Висконсинский план. Вдохновившись этим посланием, Кэтт предложила, чтобы вместо проведения Конвенции о женском избирательном праве в Берлине провести в Гааге четырёхдневный Международный конгресс женщин по вопросам мира, начиная с 28 апреля 1915 года.
Когда это сообщение дошло до Великобритании, мнения членов NUWSS разделились между патриотами, такими как Миллисент Фосетт, которые разделяли мотивы военных действий и были преданы работе над агитацией, и подписавшими Рождественское письмо, которые хотели отправить на конгресс делегатов мира. Но так как большинство членов NUWSS были склонны к националистическим настроениям сильнее, чем к пацифистским, они отвергли резолюцию, одобренную интернационалистами Хелен Брайт Кларк и Маргарет Бондфилд, которая поддержала отправку делегации женщин в Гаагу. Из-за общего неодобрения некоторые женщины, например, Маргарет Эштон, Хелена Свонвик и Мод Ройден, покинули NUWSS, чтобы посетить Конгресс по вопросам мира. В общей сложности их было около 180 человек. Макмиллан была единственным исполнительным директором NUWSS, поддерживающий интернационалистов, который не покинул свой пост; так как находилась в отъезде, занимаясь благотворительностью. Она выбрала объект своей добровольческой миссии поблизости от Гааги, и готовилась присоединиться к бывшим членам NUWSS после того, как группа пересекла Ла-Манш.

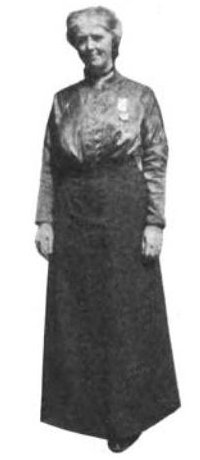
Макмилланв Гааге в 1915 году, фотография для статьи в журнале The Survey

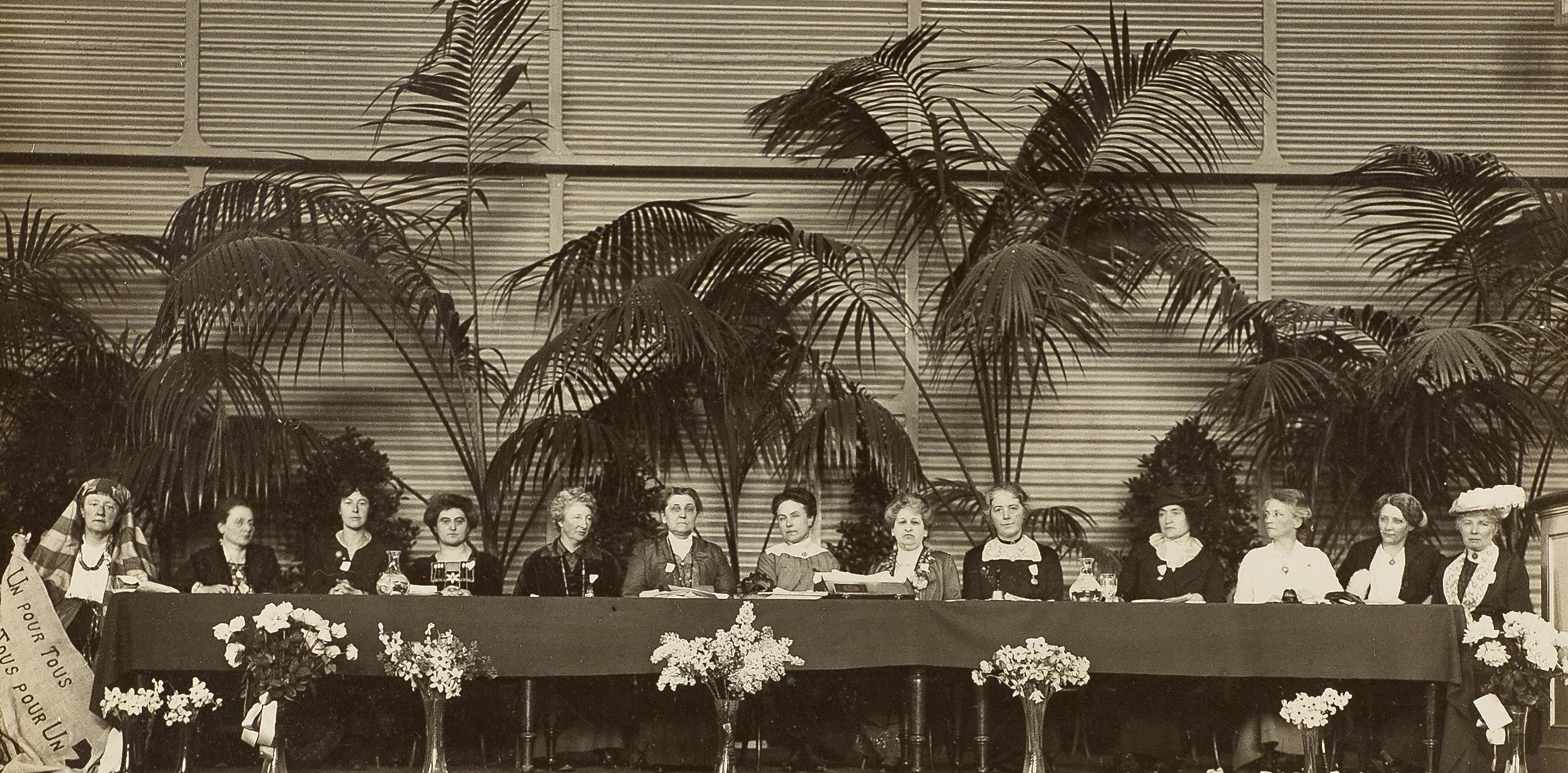
Международный женский конгресс в 1915 году. Слева направо: 1. Люси Тумаян — Армения, 2. Леопольдина Кулка, 3. Лаура Хьюз — Канада, 4. Розика Швиммер — Венгрия, 5. Анита Аугспург — Германия, 6. Джейн Аддамс — США, 7. Евгения Ханнер, 8. Алетта Якобс — Нидерланды, 9. Кристал Макмиллан — Великобритания, 10. Роза Дженони — Италия, 11. Анна Клеман — Швеция, 12. Тора Даугаард — Дания, 13. Луиза Кейлхау — Норвегия

В Гааге 28 апреля — 1 мая 1915 года для обсуждения мирных предложений собрался большой конгресс из 1150 женщин из Северной Америки и Европы. Это мероприятие было названо Международным женским конгрессом, или Женским Конгрессом мира. Британская делегация, изначально насчитывавшая 180 женщин, была значительно сокращена отменой Уинстоном Черчиллем британского паромного сообщения через канал, посадившей на мель большинство британских активистов. Макмиллан была избрана членом Международного комитета, с целью поездки в нейтральные страны для поддержки предложений Конгресса. Висконсинский план был единогласно принят как оптимальный метод для возвращения мира, и Макмиллан, Швиммер и другие члены Комитета отправились в США, чтобы представить его президенту Вудро Вильсону. Многие из мирных предложений женщин позже были использованы президентом США в его четырнадцати пунктах, а совместные усилия Женского международного конгресса способствовали созданию Лиги Наций.
После войны Макмиллан отправилась в Цюрих в мае 1919 года в качестве делегата на Международный конгресс женщин. Конгресс решительно осудил жёсткие условия капитуляции для Германии, указанные в Версальском договоре, который должен был быть подписан в следующем месяце. Макмиллан перенесла обсуждение этой проблемы на проходившую Парижскую мирную конференцию, но никаких изменений в договор внесено так и не было.

## Адвокатская деятельность
К началу 1918 года британские женщины, достигшие 30-летнего возраста, получили право голосовать и занимать государственные должности. После принятия закона 1919 года о Лишении дискриминации по признаку пола в профессиональной деятельности, который позволил женщинам заниматься юриспруденцией, Макмиллан подала заявление в Мидл Темпл с целью стать учеником адвоката. Она впервые выступила адвокатом в суде 28 января 1924 года и в 1926 году присоединилась к Западному округу, став только второй женщиной, избранной в его юридическую коллегию. С тех пор и до 1929 года она выступала в качестве защитника по шести делам в окружном суде, и в период с 1927 по 1936 год она вела 65 дел в судах северной части Лондона. С 1929 года она выступала в Центральном уголовном суде по пяти делам в качестве обвинителя и одному — в качестве защитника. Записи о её гражданских делах отсутствуют. Во время обучения она стала соучредителем Совета открытых дверей по отмене юридических ограничений для женщин. Макмиллан работала над тем, чтобы у женщин всей страны были равные возможности на рабочих местах. NUWSS была реорганизована в 1918 году как Национальный Союз Обществ за равное гражданство, но Макмиллан не согласилась с их позицией в отношении защитного законодательства для трудящихся женщин. В 1929 году она стала соучредителем Международной организации «Открытые двери» для экономической эмансипации трудящихся женщин. Там она занимала пост президента до самой своей смерти.

## Политика
На всеобщих выборах 1935 года Макмиллан безуспешно баллотировалась в качестве кандидата Либеральной партии в избирательном округе Северный Эдинбург. Она заняла третье место, набрав менее 6 % голосов.
| Партия                          | Кандидат              | Голоса | %     | ±     |
| ------------------------------- | --------------------- | ------ | ----- | ----- |
| Юнионистская партия (Шотландия) | Александр Эрскин-Хилл | 20,776 | 66.53 | -8.50 |
| Либеральная партия              | Г. В. Кроуфорд        | 8,654  | 27.71 | +2.74 |
| Либеральная партия              | Кристал Макмиллан     | 1,798  | 5.76  | N/A   |
| Явка избирателей                | Явка избирателей      | 31,228 | 66.75 | -7.63 |

В тот же период она работала над решением проблемы торговли людьми, и в частности, торговли женщинами, используемыми в качестве сексуальных рабынь. Макмиллан приступила к сотрудничеству с Элисон Робертой Нобл Нейланс, возглавлявшей Ассоциацию моральной и социальной гигиены. Писательница и феминистка Сесиль Гамильтон писала о Макмиллан, что «она была правильным адвокатом, который считал, что закон должен быть синонимом справедливости… Её главная цель в жизни — можно было бы назвать это её страстью — состояла в том, чтобы каждая женщина, независимо от класса и нации, находилась под защитой справедливости. Она сама была великим и очень справедливым человеком… Она не могла сдвинуться ни на дюйм в принципиальных вопросах, но никогда не теряла самообладания и никогда не срыва гнев при поражениях».

## Гражданство замужних женщин

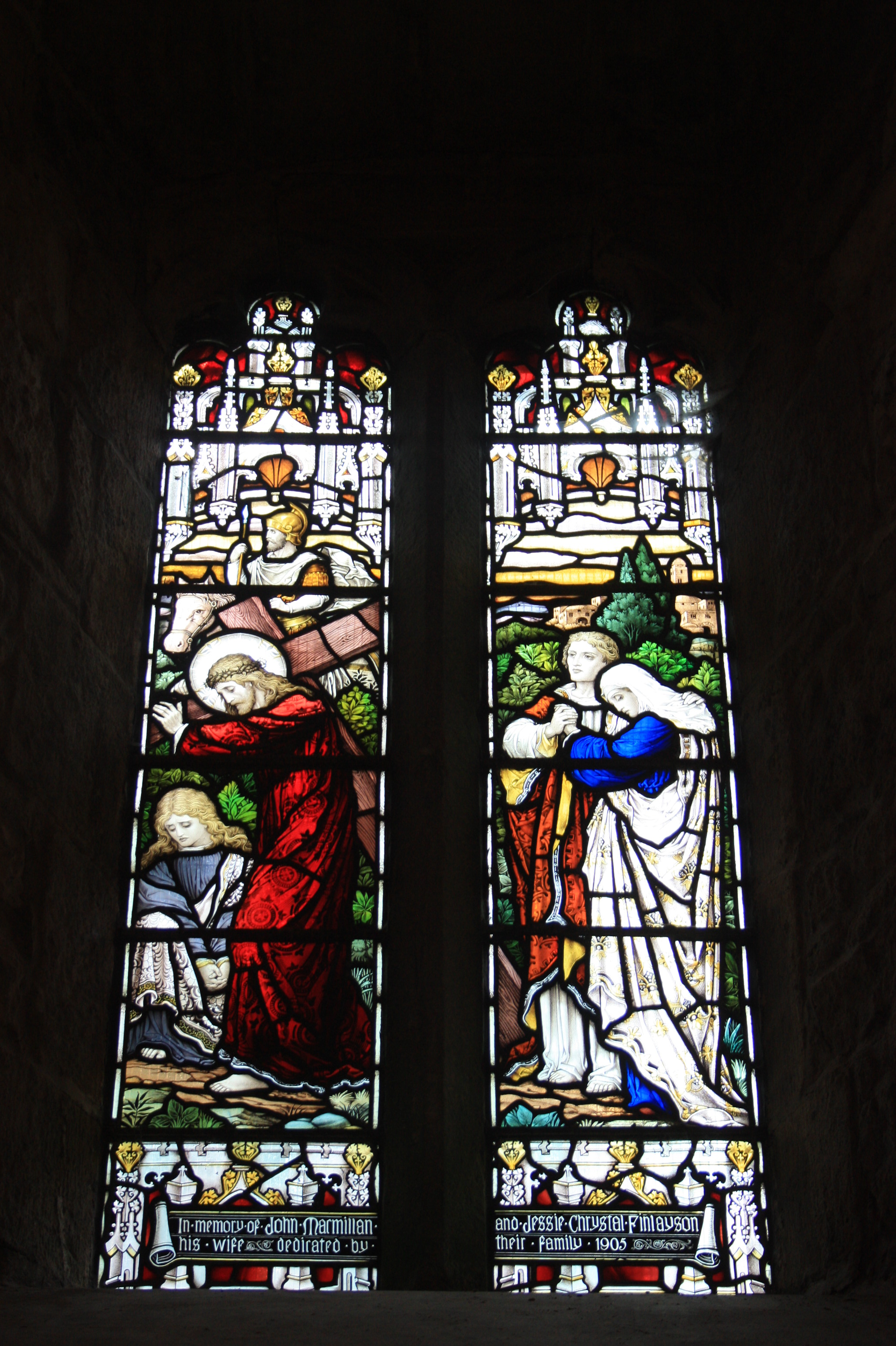
Витраж в приходской церкви Корсторфайн, посвящённый родителям Джесси Кристал Макмиллан

В 1917 году Макмиллан выступила против инициативы присвоения женщинам национального гражданства в зависимости от того, за кого она вышла замуж. С 1905 года это была стандартная практика, введённая Ишбель Гамильтон-Гордон, маркизы Абердина и Темера, известной как Леди Абердин, но в период военных действий Макмиллан увидела массу проблем, порождённых этими действиями. Женщины, состоящие в браке с иностранцами, после объявления войны внезапно оказывались в положении граждан-врагов в стране, где они родились. С другой стороны, на этой же правовой основе ряд британских женщин пользовались другим гражданством на вражеских территориях. Макмиллан высказалась за то, чтобы женщины имели право на независимое гражданство с теми же правами на его сохранение или изменение, что и мужчины. Об этом ею была написала статья под названием Национальность замужних женщин, которая была опубликована дважды в Jus Suffragii, один раз в июле 1917 года и снова с обновленной статистикой в июне 1918 года. Однако никаких новых законов по этому поводу принято не было, и гражданство женщины оставалось привязанным к гражданству её мужа.
Этот вопрос вновь возник в 1930 году на конференции по кодификации международного права, состоявшейся в Гааге. Значительный контингент женщин из Америки присоединился к Международным женским группам, чтобы изменить существующие законы о гражданстве, но женщины не смогли договориться о формулировках. Интенсивное лоббирование со стороны женщин и массовая демонстрация на параде не смогли повлиять на участников конференции, и международное право продолжало считать, что гражданство женщины привязано к гражданству её мужа. В ответ на это Макмиллан организовала Международный Комитет действий по гражданству замужних женщин в начале следующего года. Шесть наиболее влиятельных международных женских групп стремились заручиться широкой поддержкой работающих женщин. Заявленная Макмиллан цель состояла в том, чтобы отсрочить ратификацию Гаагской конвенции и повлиять на то, чтобы гражданство женщины не менялось без её согласия и чтобы на гражданство детей супружеской пары не оказывало большего влияния гражданство их отца. Новый комитет добился успеха в лоббировании Лиги Наций для решения этой проблемы, но исследовательская группа, созданная Лигой, была разделена между двумя несговорчивыми фракциями. С одной стороны, были те, кто хотел, чтобы супружеская пара имела одно гражданство, основанное на гражданстве мужа, а с другой стороны, были те, кто, подобно Макмиллан, выступал за независимое гражданство супругов, с возможностью того, чтобы жёны имели иное гражданство, чем их мужья, а детям разрешалось иметь двойное гражданство. В 1932 году Женская группа, оказавшись в тупике, была признана неэффективной и распущена Лигой Наций, которая приняла решение в пользу ратификации Гаагской конвенции. В 1937 году была ратифицирована Гаагская конвенция.

## Наследие

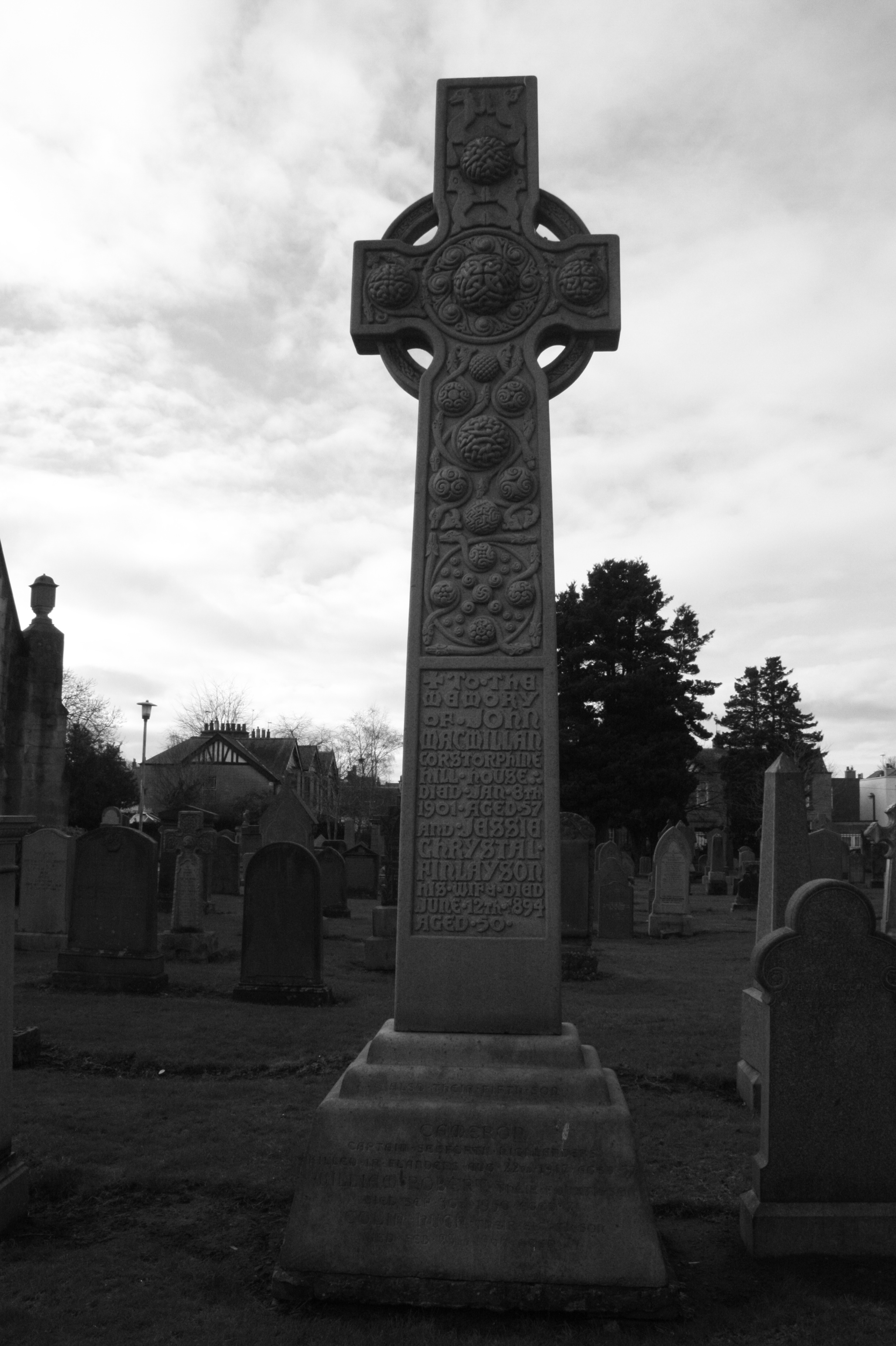
Могила Кристал Макмиллан, кладбище Корсторфайн, Эдинбург

В 1937 году здоровье Макмиллан пошатнулось, и в июне того же года ей ампутировали ногу. 21 сентября она умерла от болезни сердца, в своей постели в доме 8 по Чалмерс-Кресент, Эдинбург. 23 сентября её тело было кремировано. Её останки были похоронены рядом с родителями на кладбище Корсторфайн на западе города. Могила отмечена массивным гранитным крестом к северу от церкви.
В её завещании было указано, что её средства должны быть разделены между организациями Open Door International, отстаивающей экономическую эмансипацию трудящихся женщин, и Ассоциацией моральной и социальной гигиены.
Премия Кристал Макмиллан — это премия в размере 100 фунтов стерлингов, присуждаемая «по усмотрению комитета стипендий и призов» Почетного общества Мидл Темпл в Лондоне — профессиональной группы адвокатов. Премия была учреждена в качестве ежегодного гранта в пользу студентов-юристов женского пола, набравших наибольшее количество баллов на выпускном экзамене в адвокатуре, и для поддержки обществ, с которыми была связана Макмиллан.
Тысячелетняя мемориальная доска в честь Макмиллан установлена в Королевских зданиях, научном кампусе Эдинбургского университета. Там отмечено, что она была «суфражисткой, основательницей Женской международной лиги за мир и свободу», а также «первой женщиной-выпускницей университета» в 1896 году. В её честь названо здание Эдинбургского университета — здание Кристал Макмиллан на северо-западном углу Джордж-сквер. С 2008 года здесь размещается большая часть школы социальных и политических наук.
Её имя и фотография (а также фотографии 58 других суфражисток) выгравировано на постаменте статуи Миллисент Фосетт на Парламентской площади в Лондоне, открытой в 2018 году.
Витражное окно было смонтировано в старой церкви Корсторфайн вскоре после её смерти. Оно находится на южной стороне церкви к юго-восточному углу.
В 1957 году Организация Объединённых Наций установила независимое гражданство для каждого состоящего в браке человека, к чему Макмиллан безуспешно стремилась всю свою жизнь.